# Boreal Kasvinjalostus
Boreal Kasvinjalostus Oy est une entreprise publique de sélection de plantes en Finlande.

## Présentation
Boreal Kasvinjalostus est basé sur le rapprochement des activités de sélection de plantes de Hankkija avec le centre de sélection de plantes du Centre national de recherche agricole.
Les activités ont commencé dans les locaux de ce dernier en 1994 à Jokioinen.
La société est contrôlée par le Cabinet du Premier ministre de Finlande.

## Actionnaires
Au 29 février 2020, ses principaux actionnaires sont:
| Actionnaire     | Part    |
| --------------- | ------- |
| État finlandais | 60,75 % |
| Hankkija Oy     | 13,08 % |
| Vilmorin & Cie  | 6,54 %  |
| Raisio Oyj      | 6,54 %  |
| Tilasiemen Oy   | 6,54 %  |
| MTK ry          | 6,08 %  |
| SLC r.f.        | 0,47 %  |